# Argentino de Quilmes
Der Club Atlético Argentino de Quilmes ist ein argentinischer Sportverein aus Quilmes im Großraum von Buenos Aires. Der Verein ist hauptsächlich für seine Fußballabteilung bekannt und wird auch Mate genannt.

## Geschichte
Am 1. Dezember 1899 wurde der Club Argentino de Quilmes von Schülern des Colegio Nacional de Buenos Aires gegründet als Reaktion auf den Quilmes AC, der keine einheimischen Sportler zuließ. Die Gründungsmitglieder waren aus der Oberschicht, wie Julio Castellanos, der der erste Präsident wurde. Die erste Heimat war ein Gelände in Quilmes. Die Gründer etablierten eigene Regeln, die sich von denen des benachbarten Quilmes AC unterschieden, z. B. der Gastmannschaft Tee statt Mate anzubieten. 1902 trat der Verein in die offizielle Segunda División ein und stieg 1906 in die erste Liga auf. Argentino de Quilmes war der erste Klub, der die Nationalfarben Argentiniens auf seinem Trikot trug.
In den folgenden Jahren hatte der Klub mehrere prominente Nationalspieler. 1938 wurde Argentino de Quilmes Meister der Zweiten Division und stieg in die Primera División auf.
Nach vielen Höhen und Tiefen in den Ligen gewann der Klub 2013 die Primera D gewinnen und stieg in die Primera C auf. 2018/19 stieg der Klub nach sechs Saisons in der Primera C in die Primera B Metropolitana auf.

## Stadion
Seine Heimspiele trägt Argentino de Quilmes im 7000 Zuschauer fassenden Estadio de Argentino de Quilmes aus. Das Stadion trägt keinen offiziellen Namen, wird aber auch als „Estadio de la Barranca Quilmeña“ bezeichnet.

## Rivalität
Hauptrivale des Vereins ist der Quilmes AC, der mit Argentino den Clásico Quilmeño ausspielt. Der Name des Derbys leitet sich von dem Heimatstadtteil beider Teams ab. Das letzte Aufeinandertreffen fand 1981 statt, da der Quilmes AC stets in höheren Ligen spielte.

## Erfolge
- Meister der Primera B Metropolitana: 1938
- Meister der Primera C: 1945, 1988/89, 2018/19

## Weitere Sportarten
Argentino de Quilmes bietet neben Fußball auch Basketball, Schwimmen, Volleyball, Handball und Tennis an.